# Produs Khatri–Rao
În matematică produsul Khatri–Rao al matricilor este definit drept
{\displaystyle \mathbf {A} \ast \mathbf {B} =\left(\mathbf {A} _{ij}\otimes \mathbf {B} _{ij}\right)_{ij}}
în care al ij-lea bloc este produsul Kronecker mipi × njqj al blocurilor corespunzătoare din A și B, presupunând că numărul partițiilor pe linii și coloane ale ambelor matrici este egal . Mărimea produsului este atunci (Σi mipi) × (Σj njqj).
De exemplu, dacă ambele A și B sunt partiționate 2 × 2:
{\displaystyle \mathbf {A} =\left[{\begin{array}{c | c}\mathbf {A} _{11}&\mathbf {A} _{12}\\\hline \mathbf {A} _{21}&\mathbf {A} _{22}\end{array}}\right]=\left[{\begin{array}{c c | c}1&2&3\\4&5&6\\\hline 7&8&9\end{array}}\right],\quad \mathbf {B} =\left[{\begin{array}{c | c}\mathbf {B} _{11}&\mathbf {B} _{12}\\\hline \mathbf {B} _{21}&\mathbf {B} _{22}\end{array}}\right]=\left[{\begin{array}{c | c c}1&4&7\\\hline 2&5&8\\3&6&9\end{array}}\right],}
se obține:
{\displaystyle \mathbf {A} \ast \mathbf {B} =\left[{\begin{array}{c | c}\mathbf {A} _{11}\otimes \mathbf {B} _{11}&\mathbf {A} _{12}\otimes \mathbf {B} _{12}\\\hline \mathbf {A} _{21}\otimes \mathbf {B} _{21}&\mathbf {A} _{22}\otimes \mathbf {B} _{22}\end{array}}\right]=\left[{\begin{array}{c c | c c}1&2&12&21\\4&5&24&42\\\hline 14&16&45&72\\21&24&54&81\end{array}}\right].}
Aceasta este o submatrice a produsului Tracy–Singh dintre cele două matrici (fiecare partiție din acest exemplu este o partiție într-un colț al produsului Tracy–Singh) și poate fi numită și produsul Kronecker pe blocuri.

## Produsul cu divizarea feței

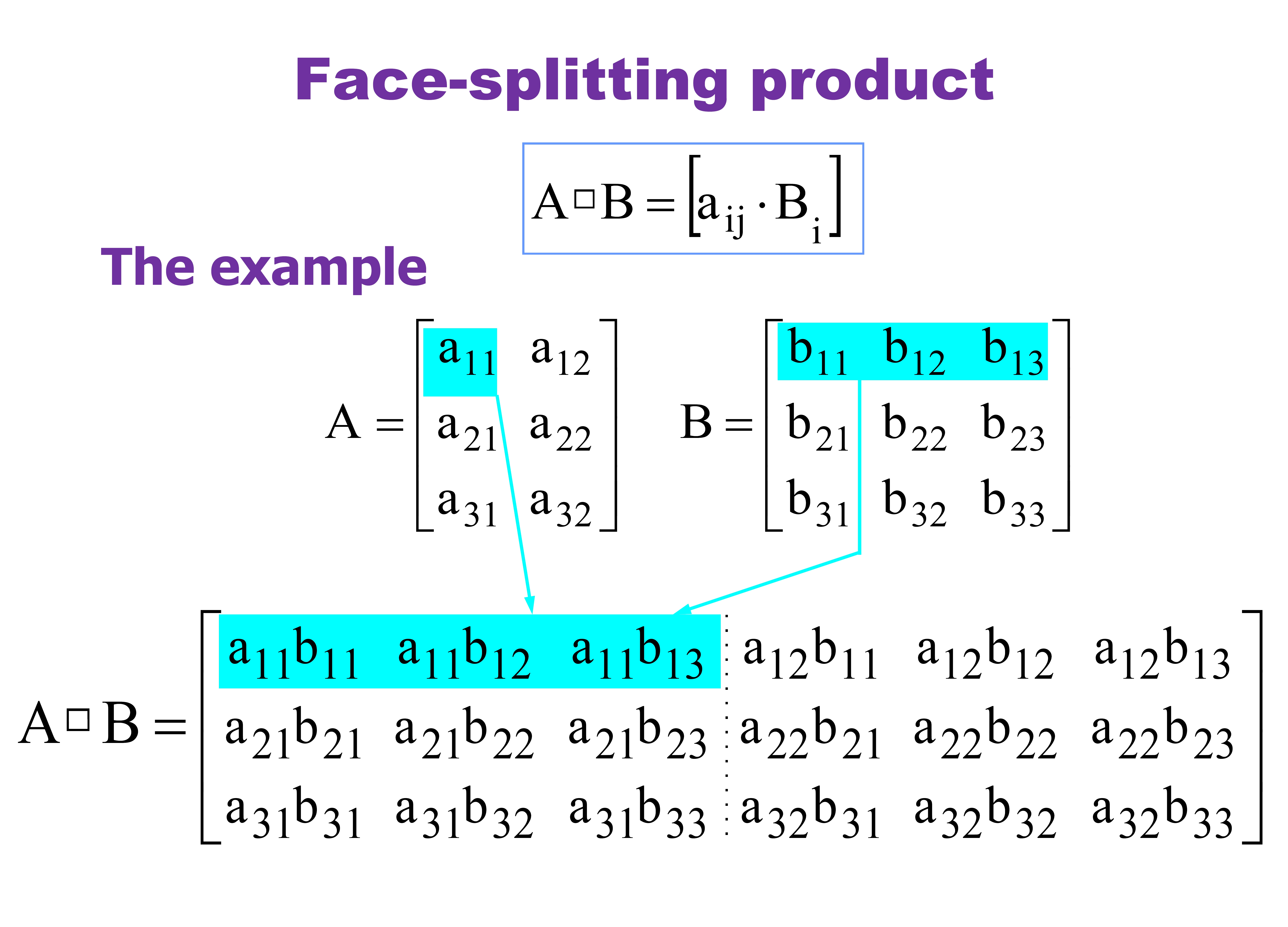
Produs cu divizarea feței matricilor

Un concept alternativ al produsului matricial, care utilizează divizarea pe linii a matricilor cu un anumit număr de linii a fost propus de Vadim Sliusar în 1996. 
Această operație matricială a fost numită „produsul cu divizarea feței” al matricilor sau "produsul Khatri–Rao transpus". Acest tip de operație se bazează pe produse Kronecker linie cu linie din două matrici. Folosind matricile din exemplele anterioare partiționate pe linii:
{\displaystyle \mathbf {C} ={\begin{bmatrix}\mathbf {C} _{1}\\\hline \mathbf {C} _{2}\\\hline \mathbf {C} _{3}\\\end{bmatrix}}={\begin{bmatrix}1&2&3\\\hline 4&5&6\\\hline 7&8&9\end{bmatrix}},\quad \mathbf {D} ={\begin{bmatrix}\mathbf {D} _{1}\\\hline \mathbf {D} _{2}\\\hline \mathbf {D} _{3}\\\end{bmatrix}}={\begin{bmatrix}1&4&7\\\hline 2&5&8\\\hline 3&6&9\end{bmatrix}},}
rezultatul este:
{\displaystyle \mathbf {C} \bullet \mathbf {D} ={\begin{bmatrix}\mathbf {C} _{1}\otimes \mathbf {D} _{1}\\\hline \mathbf {C} _{2}\otimes \mathbf {D} _{2}\\\hline \mathbf {C} _{3}\otimes \mathbf {D} _{3}\\\end{bmatrix}}={\begin{bmatrix}1&4&7&2&8&14&3&12&21\\\hline 8&20&32&10&25&40&12&30&48\\\hline 21&42&63&24&48&72&27&54&81\end{bmatrix}}.}

## Principalele proprietăți
1. Transpusa (V. Sliusar, 1996[6][7][8]):
{\displaystyle \left(\mathbf {A} \bullet \mathbf {B} \right)^{\textsf {T}}={\textbf {A}}^{\textsf {T}}\ast \mathbf {B} ^{\textsf {T}}},
2. Biliniaritate și asociativitate:[6][7][8]
{\displaystyle {\begin{aligned}\mathbf {A} \bullet (\mathbf {B} +\mathbf {C} )&=\mathbf {A} \bullet \mathbf {B} +\mathbf {A} \bullet \mathbf {C} ,\\(\mathbf {B} +\mathbf {C} )\bullet \mathbf {A} &=\mathbf {B} \bullet \mathbf {A} +\mathbf {C} \bullet \mathbf {A} ,\\(k\mathbf {A} )\bullet \mathbf {B} &=\mathbf {A} \bullet (k\mathbf {B} )=k(\mathbf {A} \bullet \mathbf {B} ),\\(\mathbf {A} \bullet \mathbf {B} )\bullet \mathbf {C} &=\mathbf {A} \bullet (\mathbf {B} \bullet \mathbf {C} ),\\\end{aligned}}}
unde A, B și C sunt matrici, iar k este un scalar,
{\displaystyle a\bullet \mathbf {B} =\mathbf {B} \bullet a},[8]
unde {\displaystyle a} este un vector,
3. Proprietatea produsului mixt (V. Sliusar, 1997[8]):
{\displaystyle (\mathbf {A} \bullet \mathbf {B} )\left(\mathbf {A} ^{\textsf {T}}\ast \mathbf {B} ^{\textsf {T}}\right)=\left(\mathbf {A} \mathbf {A} ^{\textsf {T}}\right)\circ \left(\mathbf {B} \mathbf {B} ^{\textsf {T}}\right)},
{\displaystyle (\mathbf {A} \bullet \mathbf {B} )(\mathbf {C} \ast \mathbf {D} )=(\mathbf {A} \mathbf {C} )\circ (\mathbf {B} \mathbf {D} )},[9]
{\displaystyle (\mathbf {A} \bullet \mathbf {B} \bullet \mathbf {C} \bullet \mathbf {D} )(\mathbf {L} \ast \mathbf {M} \ast \mathbf {N} \ast \mathbf {P} )=(\mathbf {A} \mathbf {L} )\circ (\mathbf {B} \mathbf {M} )\circ (\mathbf {C} \mathbf {N} )\circ (\mathbf {D} \mathbf {P} )}[11]
{\displaystyle (\mathbf {A} \ast \mathbf {B} )^{\textsf {T}}(\mathbf {A} \ast \mathbf {B} )=\left(\mathbf {A} ^{\textsf {T}}\mathbf {A} \right)\circ \left(\mathbf {B} ^{\textsf {T}}\mathbf {B} \right)},[12]
unde {\displaystyle \circ } indică produsul Hadamard,
4. {\displaystyle (\mathbf {A} \circ \mathbf {B} )\bullet (\mathbf {C} \circ \mathbf {D} )=(\mathbf {A} \bullet \mathbf {C} )\circ (\mathbf {B} \bullet \mathbf {D} )},[8]
5. {\displaystyle \ a\otimes (\mathbf {B} \bullet \mathbf {C} )=(a\otimes \mathbf {B} )\bullet \mathbf {C} },[6]

unde {\displaystyle a} este un vector-linie,
6. {\displaystyle (\mathbf {A} \otimes \mathbf {B} )(\mathbf {C} \ast \mathbf {D} )=(\mathbf {A} \mathbf {C} )\ast (\mathbf {B} \mathbf {D} )},[12]
7. {\displaystyle (\mathbf {A} \otimes \mathbf {B} )\ast (\mathbf {C} \otimes \mathbf {D} )=\mathbf {P} [(\mathbf {A} \ast \mathbf {C} )\otimes (\mathbf {B} \ast \mathbf {D} )]},
unde {\displaystyle \mathbf {P} } este matricea de permutări.[13]
8. {\displaystyle (\mathbf {A} \bullet \mathbf {B} )(\mathbf {C} \otimes \mathbf {D} )=(\mathbf {A} \mathbf {C} )\bullet (\mathbf {B} \mathbf {D} )},[9][11]
Similar:
{\displaystyle (\mathbf {A} \bullet \mathbf {L} )(\mathbf {B} \otimes \mathbf {M} )\cdots (\mathbf {C} \otimes \mathbf {S} )=(\mathbf {A} \mathbf {B} \cdots \mathbf {C} )\bullet (\mathbf {L} \mathbf {M} \cdots \mathbf {S} )},
9. {\displaystyle c^{\textsf {T}}\bullet d^{\textsf {T}}=c^{\textsf {T}}\otimes d^{\textsf {T}}},[8]
{\displaystyle c\ast d=c\otimes d},
unde {\displaystyle c} și {\displaystyle d} sunt vectori,
10. {\displaystyle \left(\mathbf {A} \ast c^{\textsf {T}}\right)d=\left(\mathbf {A} \ast d^{\textsf {T}}\right)c},[14] {\displaystyle d^{\textsf {T}}\left(c\bullet \mathbf {A} ^{\textsf {T}}\right)=c^{\textsf {T}}\left(d\bullet \mathbf {A} ^{\textsf {T}}\right)},
11. {\displaystyle (\mathbf {A} \bullet \mathbf {B} )(c\otimes d)=(\mathbf {A} c)\circ (\mathbf {B} d)},[15]
unde {\displaystyle c} și {\displaystyle d} sunt vectori (este o combinare a proprietăților 3 și 8).
Similar:
{\displaystyle (\mathbf {A} \bullet \mathbf {B} )(\mathbf {M} \mathbf {N} c\otimes \mathbf {Q} \mathbf {P} d)=(\mathbf {A} \mathbf {M} \mathbf {N} c)\circ (\mathbf {B} \mathbf {Q} \mathbf {P} d),}
12. {\displaystyle {\mathcal {F}}\left(C^{(1)}x\star C^{(2)}y\right)=\left({\mathcal {F}}C^{(1)}\bullet {\mathcal {F}}C^{(2)}\right)(x\otimes y)={\mathcal {F}}C^{(1)}x\circ {\mathcal {F}}C^{(2)}y},
unde {\displaystyle \star } este convoluția vectorilor, iar {\displaystyle {\mathcal {F}}} este matricea Fourier⁠(d),
13. {\displaystyle \mathbf {A} \bullet \mathbf {B} =\left(\mathbf {A} \otimes \mathbf {1_{c}} ^{\textsf {T}}\right)\circ \left(\mathbf {1_{k}} ^{\textsf {T}}\otimes \mathbf {B} \right)},[16]
unde {\displaystyle \mathbf {A} } este matricea {\displaystyle r\times c}, {\displaystyle \mathbf {B} } este matricea{\displaystyle r\times k}, {\displaystyle \mathbf {1_{c}} } este vectorul cu toate elementele de lungime 1 {\displaystyle c}, iar {\displaystyle \mathbf {1_{k}} } este vectorul cu toate elementele de lungime 1 {\displaystyle k}
sau
{\displaystyle \mathbf {M} \bullet \mathbf {M} =\left(\mathbf {M} \otimes \mathbf {1} ^{\textsf {T}}\right)\circ \left(\mathbf {1} ^{\textsf {T}}\otimes \mathbf {M} \right)},[17]
unde {\displaystyle \mathbf {M} } este matricea {\displaystyle r\times c}, {\displaystyle \circ } indică îmmulțirea pe elemente, iar {\displaystyle \mathbf {1} } este vectorul cu toate elementele de lungime 1 {\displaystyle c}.
{\displaystyle \mathbf {M} \bullet \mathbf {M} =\mathbf {M} [\circ ]\left(\mathbf {M} \otimes \mathbf {1} ^{\textsf {T}}\right)},
unde {\displaystyle [\circ ]} indică produsul cu penetrarea feței al matricelor.[9]
Similar:
{\displaystyle \mathbf {P} \ast \mathbf {N} =(\mathbf {P} \otimes \mathbf {1_{c}} )\circ (\mathbf {1_{k}} \otimes \mathbf {N} )},
unde {\displaystyle \mathbf {P} } este matricea {\displaystyle c\times r}, iar {\displaystyle \mathbf {N} } este matricea {\displaystyle k\times r},
14. {\displaystyle \mathbf {W_{d}} \mathbf {A} =\mathbf {w} \bullet \mathbf {A} },[8]
{\displaystyle vec((\mathbf {w} ^{\textsf {T}}\ast \mathbf {A} )\mathbf {B} )=(\mathbf {B} ^{\textsf {T}}\ast \mathbf {A} )\mathbf {w} }[9]= {\displaystyle vec(\mathbf {A} (\mathbf {w} \bullet \mathbf {B} ))},
{\displaystyle \operatorname {vec} \left(\mathbf {A} ^{\textsf {T}}\mathbf {W_{d}} \mathbf {A} \right)=\left(\mathbf {A} \bullet \mathbf {A} \right)^{\textsf {T}}\mathbf {w} },[17]
unde {\displaystyle \mathbf {w} } este vectorul format din elementele de pe diagonala {\displaystyle \mathbf {W_{d}} }, {\displaystyle \operatorname {vec} (\mathbf {A} )} este stivuirea coloanelor matricei {\displaystyle \mathbf {A} } una peste alta pentru a forma un vector.
15. {\displaystyle (\mathbf {A} \bullet \mathbf {L} )(\mathbf {B} \otimes \mathbf {M} )\cdots (\mathbf {C} \otimes \mathbf {S} )(\mathbf {K} \ast \mathbf {T} )=(\mathbf {A} \mathbf {B} ...\mathbf {C} \mathbf {K} )\circ (\mathbf {L} \mathbf {M} ...\mathbf {S} \mathbf {T} )}.[9][11]
Similar:
{\displaystyle {\begin{aligned}(\mathbf {A} \bullet \mathbf {L} )(\mathbf {B} \otimes \mathbf {M} )\cdots (\mathbf {C} \otimes \mathbf {S} )(c\otimes d)&=(\mathbf {A} \mathbf {B} \cdots \mathbf {C} c)\circ (\mathbf {L} \mathbf {M} \cdots \mathbf {S} d),\\(\mathbf {A} \bullet \mathbf {L} )(\mathbf {B} \otimes \mathbf {M} )\cdots (\mathbf {C} \otimes \mathbf {S} )(\mathbf {P} c\otimes \mathbf {Q} d)&=(\mathbf {A} \mathbf {B} \cdots \mathbf {C} \mathbf {P} c)\circ (\mathbf {L} \mathbf {M} \cdots \mathbf {S} \mathbf {Q} d)\end{aligned}}},
unde {\displaystyle c} și {\displaystyle d} sunt vectori.

### Exemple[15]
{\displaystyle {\begin{aligned}&\left({\begin{bmatrix}1&0\\0&1\\1&0\end{bmatrix}}\bullet {\begin{bmatrix}1&0\\1&0\\0&1\end{bmatrix}}\right)\left({\begin{bmatrix}1&1\\1&-1\end{bmatrix}}\otimes {\begin{bmatrix}1&1\\1&-1\end{bmatrix}}\right)\left({\begin{bmatrix}\sigma _{1}&0\\0&\sigma _{2}\\\end{bmatrix}}\otimes {\begin{bmatrix}\rho _{1}&0\\0&\rho _{2}\\\end{bmatrix}}\right)\left({\begin{bmatrix}x_{1}\\x_{2}\end{bmatrix}}\ast {\begin{bmatrix}y_{1}\\y_{2}\end{bmatrix}}\right)\\[5pt]{}={}&\left({\begin{bmatrix}1&0\\0&1\\1&0\end{bmatrix}}\bullet {\begin{bmatrix}1&0\\1&0\\0&1\end{bmatrix}}\right)\left({\begin{bmatrix}1&1\\1&-1\end{bmatrix}}{\begin{bmatrix}\sigma _{1}&0\\0&\sigma _{2}\\\end{bmatrix}}{\begin{bmatrix}x_{1}\\x_{2}\end{bmatrix}}\,\otimes \,{\begin{bmatrix}1&1\\1&-1\end{bmatrix}}{\begin{bmatrix}\rho _{1}&0\\0&\rho _{2}\\\end{bmatrix}}{\begin{bmatrix}y_{1}\\y_{2}\end{bmatrix}}\right)\\[5pt]{}={}&{\begin{bmatrix}1&0\\0&1\\1&0\end{bmatrix}}{\begin{bmatrix}1&1\\1&-1\end{bmatrix}}{\begin{bmatrix}\sigma _{1}&0\\0&\sigma _{2}\\\end{bmatrix}}{\begin{bmatrix}x_{1}\\x_{2}\end{bmatrix}}\,\circ \,{\begin{bmatrix}1&0\\1&0\\0&1\end{bmatrix}}{\begin{bmatrix}1&1\\1&-1\end{bmatrix}}{\begin{bmatrix}\rho _{1}&0\\0&\rho _{2}\\\end{bmatrix}}{\begin{bmatrix}y_{1}\\y_{2}\end{bmatrix}}.\end{aligned}}}

## Aplicații
Produsul cu divizarea feței este utilizat în teoria matricei-tensor a matricei de antene digitale. Aceste operațiuni sunt utilizate și în:
- Sisteme de inteligență artificială și învățare automată pentru minimizarea operatiilor de convoluție,[15]
- Modele populare de prelucrare a limbajului natural și modele hipergraf de similitudine,[18]
- Aproximarea datelor cu funcții P-spline⁠(d),[16]
- Modelul liniar generalizat matricial în statistică,[17]
- Alte prelucrări statistice, cum ar fi studiile interacțiunilor în mediul genotip X.[19]